# Гидрослюды
Гидрослюды — группа минералов класса силикатов. Отличается от слюд большим содержанием связанной воды, легко удаляющейся при нагревании, и меньшим содержанием катионов, образующих связи между слоями.

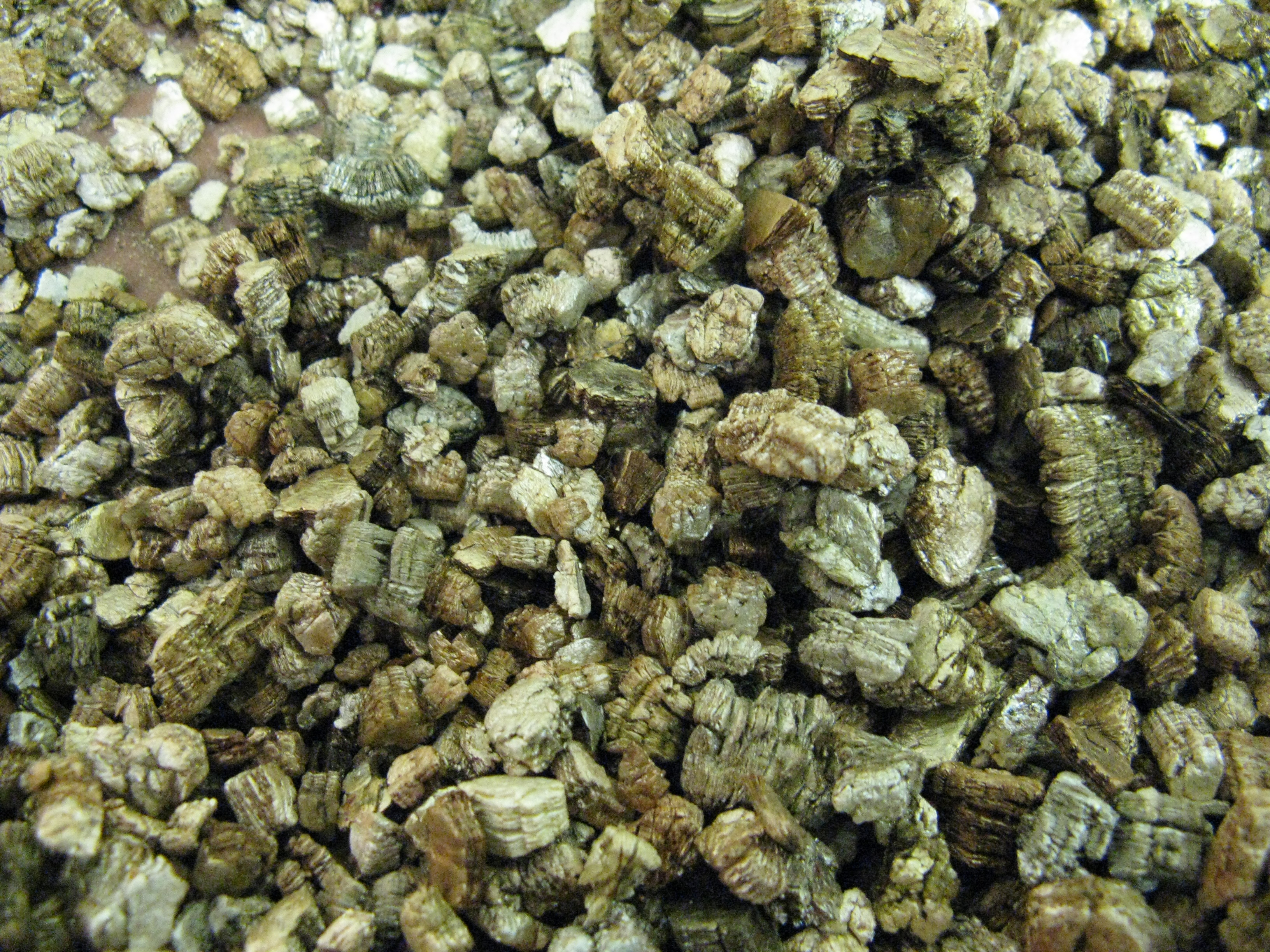
Вспученный вермикулит

Гидрослюды образуются в низкотемпературных стадиях гидротермальных процессов, при процессах выветривания изверженных пород и пегматитов из содержащихся слюд и полевых шпатов. Некоторые гидрослюды образуются при поглощении сложными алюмокремниевыми гелями калия и других щелочных элементов из морской воды. Необходимым условием существования гидрослюд является богатая водой среда.
Представители группы — иллит, вермикулит, глауконит.
Широко используются в промышленности и сельском хозяйстве: в производстве керамогранита (иллит), тепло- и звукоизолирующих материалов и изолирующих материалов для ядерной энергетики (вермикулит), как калийное удобрение (глауконит).